# دومينيك أودورو
دومينيك أودورو (بالإنجليزية: Dominic Oduro)‏ هو لاعب كرة قدم غاني في مركز الوسط، ولد في 23 يناير 1995 في أكرا في غانا. لعب مع آرهوس جمناستيك فورينينغ ورويال إكسل موسكرون ومانشستر سيتي ونادي نوردشيلاند.

## وصلات خارجية
- دومينيك أودورو على موقع قاعدة بيانات كرة القدم.إي يو (الإنجليزية)
- دومينيك أودورو على موقع Soccerway.com (الإنجليزية)
- دومينيك أودورو على موقع عالم كرة القدم.نت (الإنجليزية)